# Tiemen Groen
Tiemen Groen (Follega, De Fryske Marren, 6 de juliol de 1946 – 26 d'octubre de 2021) va ser un ciclista neerlandès que fou professional entre 1967 i 1968. Especialista en el ciclisme en pista, va guanyar quatre medalles d'or, tres d'elles com amateur, als Campionats del món en Persecució. El 1964 va prendre part en els Jocs Olímpics de Tòquio.
El 1995 es va traslladar a viure a Sud-àfrica. Va morir el 26 d'octubre de 2021, a l'edat de 75 anys.

## Palmarès en pista
- 1964
  -  Campió del món amateur en persecució
  -  Campió dels Països Baixos amateur en persecució
- 1965
  -  Campió del món amateur en persecució
  -  Campió dels Països Baixos amateur en persecució
- 1966
  -  Campió del món amateur en persecució
  -  Campió dels Països Baixos amateur en persecució
  -  Campió dels Països Baixos en quilòmetre
- 1967
  -  Campió del món en persecució
  -  Campió dels Països Baixos en persecució

## Palmarès en ruta
- 1966
  - Vencedor de 2 etapes a la Volta a Bèlgica amateur